# Inga Beale
Pour les articles homonymes, voir Beale.
Inga Beale, née en 1963, est une femme d'affaires britannique, première femme présidente des Lloyd's of London.

## Biographie

### Vie privée
Inga Beale a fait son coming out en tant que bisexuelle. Elle est la femme la mieux placée dans la liste des cadres LGBT les plus influents.